# Taeniacanthus pollicaris
Taeniacanthus pollicaris is een eenoogkreeftjessoort uit de familie van de Taeniacanthidae. De wetenschappelijke naam van de soort is voor het eerst geldig gepubliceerd in 1987 door Dojiri & Cressey.